# Fantasia Barrino
Fantasia Monique Barrino (High Point, 30 juni 1984) is een Amerikaanse soulzangeres, die het derde seizoen won van American Idol. Haar debuutalbum, Free Yourself, zorgde ervoor dat ze vier keer werd genomineerd voor een Grammy Award.
- Gemeinsame Normdatei: 135437008
- International Standard Name Identifier: 0000 0001 1449 5057
- Library of Congress Control Number: no2004120006
- MusicBrainz: 4a5d70ad-89c8-47a1-afb2-4cc26471e113
- Nationale Bibliotheek van Tsjechië: xx0077585
- Virtual International Authority File: 80183143
- WorldCat: E39PBJmP6Jk7rBKXFqhD6XXfMP